# Eroi și demoni
„Eroi și demoni” (titlu original: „Heroes and Demons”) este al 12-lea episod din primul sezon al serialului TV american SF Star Trek: Voyager. A avut premiera la 24 aprilie 1995 pe canalul UPN.

## Prezentare
Doctorul holografic trebuie să salveze membrii echipajului care au fost transformați în energie pe holopunte, prin pornirea unui program holografic numit Beowulf.

## Rezumat
Echipajul întâlnește o protostea și căpitanul Kathryn Janeway (Kate Mulgrew) decide să ia probe la bord pentru a fi utilizate ca o sursă de energie potențială. O problemă apare la teleportarea unor eșantioane către Voyager. Janeway îi recomandă lui B'Elanna Torres (Roxann Dawson) ca să fie ajutată de Harry Kim (Garrett Wang), aflat în concediu, dar se descoperă că lipsește. Echipajul îi găsește programul pe holopunte, bazat pe poemul epic Beowulf, încă în desfășurare. Odată cu pierderea fiecărei persoane trimise pe holopunte, căpitanul Janeway îl trimite pe doctor (Robert Picardo) să investigheze, presupunând că, dacă va fi în stare de hologramă imaterială, el nu poate fi dematerializat așa cum echipajul a dispărut. Doctorul prezintă semne de nervozitate atunci când se pregătește pentru prima sa misiune „în deplasare”, așa că Kes (Jennifer Lien) îl încurajează să-și caute un nume propriu. El afirmă că și-a restrâns alegerile la trei, dar nu le dezvăluie.
Odată ajuns pe holopunte, Doctorul o întâlnește pe Freya (Marjorie Monaghan), o scutieră și el se prezintă ca „Schweitzer”. Ea îl duce în sala tronului, pentru a dovedi ce poate face în fața celorlalți, iar după o masă copioasă toată lumea s-a retras în camere separate, iar ea reapare și sugerează că, datorită frigului nopții, ar trebui să i se alăture. Deși îi respinge avansurile, el își relaxează inhibiția în scenele ulterioare. Mai târziu, ei se confruntă cu Unferth (Christopher Neame), care o ucide pe Freya. Ea moare în brațele lui Schweitzer. Cu ultimele ei cuvinte îi spune numele.
Pe măsură ce doctorul investighează, el își dă seama că forme de viață de energie au fost transmise pe navă în câmpul de izolare în care au fost teleportate eșantioanele din protosea. Membrii echipajului dispăruți au fost transformați în energie de către formele de viață din protosea, probabil ca ostatici în represalii pentru acțiunile celor de pe Voyager. Doctorul eliberează formele de viață energetice de pe holopunte; iar echipajul dispărut este readus la formele originale. Ulterior,  doctorul decide să nu păstreze numele Schweitzer, deoarece amintirile sale asociate cu acesta sunt prea dureroase.